# Купа на ФНЛ
Купа на ФНЛ е руски футболен турнир, провеждан ежегодно през февруари в чужбина.

## Регламент
В турнира участват първите 8 отбора от първенството на Футболната национална лига на Русия.
Отборите се разделят на 2 групи от по 4 отбора. В първата група са първият, третият, петият и седмият от първенството, а във втората съответно вторият, четвъртият, шестият и осмият. Всеки играе по 1 мач срещу всеки в групата.
Победителите от групата отиват на финала, вторите отбори играят за 3 – 4 място, третите за 5 – 6 и четвъртите за 7 и 8 място. При равенство в редовното време не се играят продължения, а направо се изпълняват дузпи.

## История
Първото издание на турнира се провежда през февруари 2012 г. в Пафос, Кипър. През февруари 2013 г. пак в Пафос се провежда вторият турнир, като наградният фонд е значително увеличен. Финалните мачове са с резултати:
- 2012: „Урал“ (Екатеринбург) – „Шинник“ (Ярославъл) = 1 – 0;
- 2013: „Урал“ (Екатеринбург) – „Том“ (Томск) = 3 – 1.

Следващите 2 турнира се провеждат в курорта Белек, намиращ се във вилает Анталия, Турция. Финалните мачове са с резултати:
- 2014: „Луч-Енергия“ (Владивосток) – „Торпедо“ (Москва) = 1 – 0;
- 2015: „Волгар“ (Астрахан) – „Том“ (Томск) = 2 – 2 (след дузпи 8 – 7).

Турнирът се завръща в Кипър – следващите му издания са в градовете Ларнака (2016), Лимасол (2017), Героскипу (2018) и село Куклия (2019). Финалните мачове са с резултати:
- 2016: „Газовик“ (Оренбург) – „Шинник“ (Ярославъл) = 1 – 0;
- 2017: „Факел“ (Воронеж) – „Чертаново“ (Москва) = 1 – 0;
- 2018: „Урал“ (Екатеринбург) – „Луч-Енергия“ (Владивосток) = 1 – 1 (след дузпи 4 – 2);
- 2019: „Авангард“ (Курск) – „Ротор“ (Волгоград) – = 1 – 1 (след дузпи 4 – 3).